# 1333
1333 (MCCCXXXIII) je bilo navadno leto, ki se je po julijanskem koledarju začelo na petek.

## Dogodki
- Začetek Črne smrti: na Kitajskem se začne več zaporednih let lakote (1333-37), ki pogubi 6 milijonov ljudi. Lakota telesno močno oslabi prebivalstvo in pripravi teren za ti. Črno smrt, katastrofalen izbruh kuge, ki ji sledi nedolgo za tem.[1]

#### Vojna Genko, Japonska
- Z otoka Oki, kamor je bil izgnan, pobegne odstavljeni cesar Go-Daigo, ki začne potem s pomočjo privržencev zbirati vojsko za obračun s šogunatom, oziroma regentskim klanom Hodžo. ↓
- 23. maj → V spopad se vključita še Go-Daigoju naklonjena klana Ašikaga in Nita. Prvi klan zavzame cesarsko prestolnico Kjoto, drugi zavzame prestolnico klana Hodžo Kamakuro. Sepuku stori več kot 800 samurajev klana Hodžo, vključno z regentom Hodžom Takatokijem. S tem se konča več kot stoletje dolgo ti. obdobje šogunata Kamakura (1192-1333) in začne kratko prehodno obdobje ti. Kemmu restavracije (1333-1336), ko poskuša cesar Go-Daigo ponovno vrniti cesarsko hišo na oblast.
- 7. julij - Bivši cesar Go-Daigo odstavi cesarja Kogona in ponovno postane cesar.
- 25. september - Umre marionetni šogun princ Morikuni, ki se je po padcu Kamakure pomenišil. Kratko obdobje Kemmu restavracije zaznamuje odstonost šogunata, zato je de facto nosilec oblasti cesar Go-Daigo. 1335 ↔

#### Druga vojna za škotsko neodvisnost
- začetek leta - Na meji med Anglijo in Škotsko vlada izredno stanje. Škotski regent Archibald Douglas[2] vse upe stavi na obrambo obmejnega pristanišča Berwick-upon-Tweeda.
- Angleži in proangleški Razlaščeni[3] prično oblegati Berwick-upon-Tweed. Škoti jih napadejo, s tem pa dobi Edvard III. casus belli, da se sam poda na sever Anglije.
- 8. junij - Manjša angleška flota prežene Škote z otoka Man v Irskem morju. Otok Man so si Škoti priključili po krajši vojni z Norvežani (1266).
- 19. julij - Bitka pri Halidon Hillu: angleška vojska pod vodstvom kralja Edvarda III. odločujoče porazi škotsko vojsko, ki jo vodi regent Archibald Douglas. Škoti so ponovno številčnejši, a morajo zaradi razmočenega terena razjahati. Škotske pešake in suličarje nato Angleži zlahka dotolčejo z dolgim lokom, preživele pa pokonča ali ujame viteška konjenica. V bitki pade cvet škotskega nižjega plemstva, več kot 4.000 vitezov, potem ko je bilo visoko plemstvo dotolčeno že leto poprej. Preživi jih zgolj peščica. Po zmagi se Edvard III. vrne nazaj na jug in pusti Balliolu, da opravi z ostanki odpora. 1334 ↔
- 9. avgust - Angleški kralj Edvard III. se odpove kakršnim koli zahtevam do žepne otočne kraljevine Man. V zahvalo za dotedanjo pomoč za kralja Mana prizna grofa Salisburyja Williama Montaguja.

#### Ostalo
- 2. marec - Umrlega poljskega kralja Vladislava I. nasledi sin Kazimir III.
- 6. junij - Ulster, Irska: nenavadno je sovraštvo med člani hiberno-normanske plemiške družine de Burgh/Burke, ki je vladala Ulstru na Irskem. Tretjega grofa Ulstra Williama Donn de Burgha po načrtu svakinje, da bi se maščevala za mučno smrt svojega moža, umori njen vitez. Umorjeni grof za sabo pusti eno leto staro dedinjo Elizabeth in vdovo, ki skupaj z otrokom pred družinskim nasiljem pobegne v Anglijo. Med ožjimi sorodniki se začne družinska vojna, v kateri se vse strani toliko izčrpajo, da si njihova posestva potem priključijo sosednja keltska irska žepna kraljestva.
- 15.-16. junij - Maroški Marinidi pod vodstvom sultana Abu al-Hasana preženejo Kastiljce z Gibraltarja. 1339 ↔
- 18. junij - Po smrti vojvode Spodnje Bavarske Henrika XV. Wittelsbaškega nadaljujeta z vladanjem brata in sovladarja Henrik XIV. in Oton IV. 1334 ↔
- 19. julij - Kanbalik, Kitajska: kronanje Togon Temurja za novega (in zadnjega) mongolskega vrhovnega kana ter cesarja dinastije Yuan. Regentstvo prevzame vezir Bajan iz klana Merkit. 1340 ↔
- 12. september - Potovanje maroškega popotnika Ibn Batute: iz prestolnice Zlate horde Saraja odpotuje v Čagatajski kanat (Buhara, Samarkand), kjer se ustavi na dvoru čagatajskega kana Tarmaširina. Od tam se odpravi še južneje skozi Afganistan in preko gorskih prelazov Hinukuša v Indijo (Delhijski sultanat). Omenjenega dne prispe do reke Ind in od tam zaključi pot v Delhiju, kjer ga delhijski sultan Muhamed bin Tugluk sprejme v službo sodnika, kadija. V naslednjih letih potuje po sultanatu v službi sodnika šeriatskega prava, kjer pa z omejenim uspehom rešuje primere, saj niso vsi Indijci muslimani in še tisti, ki so, v civilnih zadevah sledijo predislamskim pravnim tradicijam. 1335 ↔
- 25. avgust - Granadsko plemstvo umori emirja Muhameda IV., ki je poskušal doseči zavezništvo z maroškimi Marinidi. Nasledi ga mlajši brat Jusuf I.
- 4. november - Toskana, Italija: v Firencah poplavi reka Arno in odnese skoraj vse mostove.
- 6. december - Papež Janez XXII. razglasi enajst spornih tez v delu De statu animarum, ki ga je napisal francoski teolog in filozof Durand iz St. Pourçaina.
- Češka: češkemu kralju Ivanu Luksemburškemu se postopoma kvari vid, zaradi česar dobi sčasoma vzdevek Ivan Slepi. Vzporedno z napredovanjem bolezni državniške dolžnosti prevzema njegov sin princ Karel.
- Huda lakota v Kataloniji in Okcitaniji (južni Franciji).

- Dofen[4] Vienneja Guiges VIII. pade v bitki med obleganjem neke utrdbe v Savoji. Nasledi ga brat Humbert II. ↓
- → SRC: rimsko-nemški cesar Ludvik IV. Wittelsbaški se po avanturi v Italiji obrne na že dolgo zanemarjeno Kraljestvo Arles, ki geografsko pokriva zahodne Alpe od osrednje Švice do obale Sredozemskega morja. Krono kralja Arlesa, ki je hkrati zgodovinska krona burgundskih kraljev, ponudi novemu viennoiškemu dofenu Humbertu II., ki pa jo prijazno zavrne. 1365 ↔
- Švica: v mestu Luzern je dokončan lesen most čez reko Reuss Kapellbrücke.

## Rojstva
- Blanka Navarska, francoska kraljica († 1398)
- Carlo Zeno, beneški admiral († 1418)
- Eleanora Aragonska, ciprska kraljica († 1417)
- Friderik V., nürnberški mestni grof († 1398)
- Helena Kantakuzen, bizantinska cesarica († 1396)
- Kanami, japonski dramatik in igralec († 1384)
- Mihael II., tverski knez, vladimirski veliki knez († 1399)

## Smrti
- 2. marec - Vladislav I., poljski kralj (* 1261)
- 23. maj - Hodžo Takatoki, zadnji japonski regent Šogunata Kamakura (* 1303)
- 6. junij - William Donn de Burgh, hiberno-normanski plemič, 3. grof Ulster (* 1312)
- 18. junij - Henrik XV., vojvoda Spodnje Bavarske (* 1312)
- 19. julij - Archibald Douglas, škotski regent (* 1298)
- 25. avgust - Muhamed IV., granadski emir (* 1315)
- 25. september - princ Morikuni, 9. japonski šogun (* 1301)
- 16. oktober - protipapež Nikolaj V. (* 1260)
- 7. december - Gerold iz Friesacha, krški škof
- Ahmad an-Nuvari, egiptovski zgodovinar, enciklopedist (* 1279)
- Guigues VIII. Viennoiški, dofen Vienneja, grof Albona, Grenobla, Briançona (* 1309)
- Manuel II. Veliki Komnen, trapezuntski cesar (* 1323)
- Nikko, japonski budistični menih, ločina Ničiren (* 1246)
- Šihabuddin an-Nuvajri, egiptovski zgodovinar (* 1279)